# Merionoeda aggregata
Merionoeda aggregata là một loài bọ cánh cứng trong họ Cerambycidae.